# Chloroclystis obscura
Chloroclystis obscura là một loài bướm đêm trong họ Geometridae.